# Camille Wright
Camille Wright, född 5 mars 1955 i New Albany i Indiana, är en amerikansk före detta simmare.
Wright blev olympisk silvermedaljör på 4 x 100 meter medley vid sommarspelen 1976 i Montréal.